# Mathilda May
Mathilda May (de fapt Karima Mathilda Haim; n. 8 februarie 1965, Paris) este o actriță franceză.

## Date biografice
Mathilda May este fiica unei balerine scandinave, tătăl ei fiind un scenarist de origine greco-turcă. May studiază 10 ani balet, începând cariera de actriță la vârsta de 18 ani. Pentru rolul ei jucat în filmul Nemo, i se acordă ca tânără speranță, premiul Romy-Schneider. Prin anii 1980 ea este considerată ca cea mai bună descoperire a cinematografiei franceze, jucând în filme regizate de Claude Chabrol și Werner Herzog. Ea a mai încercat pe o perioadă scurtă, să cânte muzică Jazz.

## Filmografie
- 1984 : Nemo, de Arnaud Sélignac
- 1985 : Les Rois du gag, de Claude Zidi
- 1985 : Lifeforce (Forța vieții), de Tobe Hooper
- 1986 : Letters to an Unknown Lover, de Peter Duffell
- 1987 : La Vie dissolue de Gérard Floque, de Georges Lautner
- 1987 : Le Cri du hibou, de Claude Chabrol
- 1988 : La Passerelle, de Jean-Claude Sussfeld
- 1988 : Trois places pour le 26, de Jacques Demy
- 1991 : Naked Tango, de Leonard Schrader
- 1991 : Cerro Torre, le cri de la roche (Cerro Torre: Schrei aus Stein), de Werner Herzog
- 1991 : Becoming Colette, de Danny Huston
- 1992 : Toutes peines confondues, de Michel Deville
- 1992 : Isabelle Eberhardt, de Ian Pringle
- 1994 : Le Voleur et la menteuse, de Paul Boujenah
- 1994 : Grosse Fatigue, de Michel Blanc
- 1994 : La Lune et le téton (La Teta y la luna), de Bigas Luna
- 1996 : Celluloide, de Carlo Lizzani
- 1997 : Le Chacal, de Michael Caton-Jones
- 1999 : Entrevue, de Marie-Pierre Huster (scurt-metraj)
- 2000 : Là-bas... mon pays, de Alexandre Arcady
- 2004 : Love Express, de Elena Hazanov
- 2007 : New Délire de Eric Le Roch
- 2007 : La Fille coupée en deux de Claude Chabrol

## Discografie
- Mathilda May (Columbia, 1992)
- Joy Of Love (Columbia, 1992)
- If you Miss (Columbia, 1993)